# 中島秀一
中島 秀一（なかじま しゅういち,1937年7月19日-）は、日本イエス・キリスト教団に所属する牧師、日本福音同盟の理事長。牧会学博士。

## 経歴
- 1937年 - 兵庫県神戸市に生まれる
- 1954年 - 本田弘慈の説教を聞いて回心する。[1]
- 1962年 - 関西聖書神学校卒業
- 1961年 - 岡山県大原教会牧師就任
- 1965年 - 新潟県直江津愛真教会就任
- 1967年 - 兵庫県西宮聖愛教会牧師就任
- 1990年 - 東京都荻窪栄光教会牧師就任

## 著書
- 『みことばに生きる（聖書は妙なる生命の糧）』
- 『聖書の児童観と子どものしつけ』
- 『教会形成における牧会の意義とその役割』